# Medicago noeana
Medicago noeana är en ärtväxtart som beskrevs av Pierre Edmond Boissier. Medicago noeana ingår i släktet luserner, och familjen ärtväxter. Inga underarter finns listade i Catalogue of Life.

## Bildgalleri

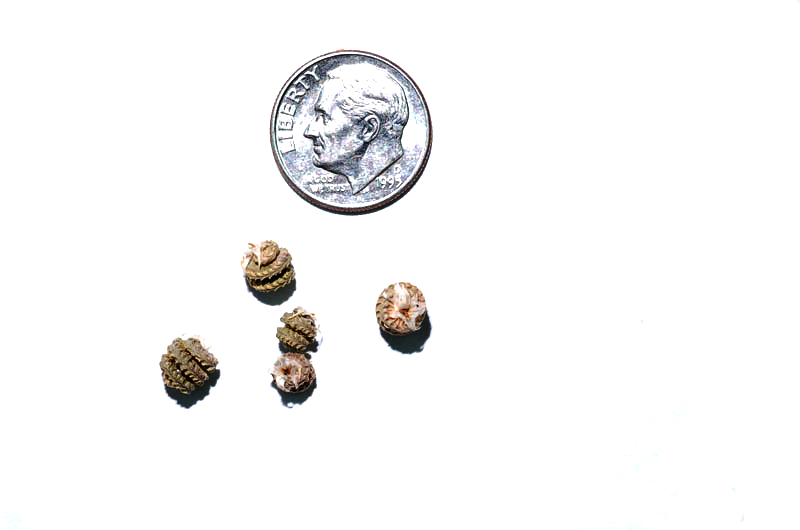
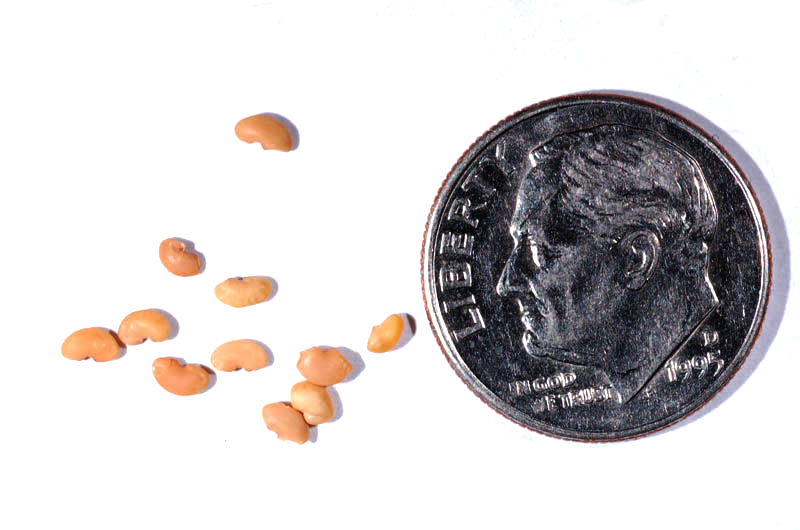